# Los Sims 2: Navidad
Los Sims 2: Navidad (Accesorios) es el tercer pack de accesorios de la saga de Los Sims 2. Incluye unos 60 nuevos objetos sobre las fiestas especiales del fin de año. Este pack fue lanzado el 31 de octubre de 2006. Este pack de accesorios incluye los objetos navideños de Los Sims: Edición Navideña y unos 20 objetos nuevos.

## Novedades
- Ropa al estilo navideño, nuevos cortes de pelo, y barbas de Papá Noel.
- Nuevos objetos (no están separados por colecciones):
  - Navidad: Aquí se incluyen los objetos que tienen que ver con la Navidad y la Pascua, árboles, luces con forma de reno, decoración navideña, suelos, paredes...
  - Halloween: Aquí se engloban una pequeña cantidad de objetos de Halloween, como una luz gigante con forma de calabaza, un gato negro...
- Algunos cuadros nuevos, que tienen como tema a Papá Noel o la nieve.
- Nueva opción de dar una fiesta de Año Nuevo, pudiendo invitar a ésta, celebrándolo con un asado festivo comprando la cornucopia.

Al tratarse de un pack de accesorios, se necesita tener instalado Los Sims 2, Los Sims 2 Edición DVD, Los Sims 2 Edición Navideña, Los Sims 2 Deluxe o Los Sims 2: Megadeluxe.

### Oficiales
- Sitio oficial de Los Sims 2 (en inglés)
- Sitio oficial de Los Sims (en español)
- Sitio oficial de Los Sims 2 (en español)

### Otros
- Web oficial de PEGI

- Datos: Q5980361